# Irig
Irig (Servisch: Ириг; Hongaars: Ireg; Duits (verouderd): Irick) is een gemeente in het Servische district Srem.
Irig telt 12.329 inwoners (2002). De oppervlakte bedraagt 230 km², de bevolkingsdichtheid is 53,6 inwoners per km². In de gemeente liggen de dorpjes Satrinci en Dobrodol (Irig) die een Hongaarse meerderheid kennen. Dobrodol had in 2002 127 inwoners, Satrinci 399.
De Stad Irig had in 2002 ruim 4300 inwoners, hiervan was 7% Hongaars.

## Plaatsen in de gemeente
De gemeente Irig omvat de volgende plaatsen:
- Irig
- Velika Remeta
- Vrdnik
- Grgeteg
- Dobrodol (Irig)
- Jazak
- Krušedol Prnjavor
- Krušedol Selo
- Mala Remeta
- Neradin
- Rivica
- Šatrinci